# Droit à l'oubli (santé)
Le droit à l’oubli est le droit pour certains anciens malades (par exemple atteints d'un cancer ou de certaines maladies chroniques) de pouvoir, un certain temps après la fin du protocole thérapeutique, et en l’absence de rechute, décider de ne pas déclarer cette maladie dans certains contextes (par exemple lors d’une demande d’assurance, de prêt immobilier, de prêt professionnel, etc). Plusieurs pays européens ont voté des dispositions permettant un certain droit à l'oubli.
En France, ce droit a été initié par le troisième plan Cancer. Il a été voté le 17 février 2022 et permet aux personnes ayant eu un cancer, cinq ans après la fin du protocole thérapeutique et en l’absence de rechute de ne pas le déclarer lors d’une demande d’assurance de prêt immobilier ou professionnel. Il concerne tous les cancers, ainsi que l’hépatite C.

## Enjeu
L'assureur veut connaitre l’état de santé de l’emprunteur ou d'un souscripteur, au motif qu'en cas de risque de mort précoce[pas clair] le « client » pourrait ne pas pouvoir rembourser la totalité de son emprunt. Dans ces cas, un contrat peut être refusé, ou alourdi par d'importantes surprimes au détriment des clients dits « à risque de santé aggravé ».
Il devient alors impossible ou très difficile au client (déjà vulnérabilisé) d'emprunter, par exemple pour développer ses activités professionnelles, louer ou acheter un bien immobilier.
Il existe un « point de guérison statistique » (le plus court délai depuis le diagnostic où l’on observe que le risque de mortalité des personnes atteintes d'une pathologie est semblable à celui mesuré dans la population générale de même sexe et de même tranche d’âge) notion statistique comme son nom l'indique, qui s’applique à l’ensemble des patients et des patientes et non à l’une ou l’autre personne en particulier. On peut en effet être considéré comme « cliniquement guéri » (en rémission) avant d’avoir atteint le point de guérison statistique.

## France
La notion de droit à l’oubli pour les malades de cancer a été évoquée pour la première fois en septembre 2011, dans le numéro 1 de Rose Magazine. Cet opus débute par le « manifeste des 343 cancéreuses » réclamant, entre autres actions sociales, le droit d’emprunter et d’assurer un emprunt sans surprimes après un cancer.
Depuis 2007, existait une convention dite AERAS signée entre l’État, les assureurs et certaines associations permettant aux malades d’avoir accès à l’assurance emprunteur moyennant des surprimes. Dans ce cadre conventionnel, les malades de cancer devaient déclarer à leur assurance leur pathologie jusqu’à 20 ans après la fin du traitement, laissant à chaque assureur le soin de décider du taux de surprime. D’où la nécessité, selon Céline Lis-Raoux, de créer un cadre légal permettant aux anciens malades de ne plus déclarer leur cancer dès lors qu’il était considéré guéri. En 2014, François Hollande se saisit de cette demande et promet, dans son discours du Plan Cancer 3, un droit à l’oubli « aux enfants et adolescents (…) et tous autres malades dont la science nous dit qu’ils sont guéris ».
Le président de la République fait machine arrière, en septembre 2015, en ouvrant ce droit à l’oubli aux seuls enfants diagnostiqués de leur cancer avant 15 ans, à travers une nouvelle mouture de la convention AERAS que signèrent les assureurs et certaines associations au siège de Ligue contre le cancer.
Céline Lis-Raoux initie alors une importante campagne de presse multipliant les tribunes dans les journaux Libération, Le Monde, ralliant la voix de cancérologues de renom à travers des pétitions,,.
L’association RoseUp organise une « manifestation virtuelle » de jeunes malades autour du slogan « Oui au droit à l’oubli », en multipliant les vidéos sur les réseaux sociaux.
Parallèlement à ces actions d’opinion, Céline Lis-Raoux est auditionnée par la Commission Santé du Sénat et présente des projets d’amendements à la loi de modernisation du système de santé de Marisol Touraine. Ces amendements furent repris par tous les groupes sénatoriaux lors de la première lecture au Sénat de la loi santé. Au terme de ce vote et malgré l’avis négatif du gouvernement, les sénateurs validèrent l’ensemble des amendements portés par RoseUp : droit à l’oubli dix ans au maximum après la fin des traitements pour tous les malades de cancer, cinq ans pour les jeunes diagnostiqués jusqu’à 18 ans et cinq ans pour les malades de cancers de bon pronostics,.
En seconde lecture du texte à l’Assemblée nationale, l’amendement concernant le droit à l’oubli à cinq ans pour les cancers de bon pronostic n’est pas validé et dans le texte de loi final, le droit à l’oubli est stabilisé à dix ans maximum pour tous les cancers et cinq ans pour les jeunes diagnostiqués jusqu’à leurs 18 ans.
Le droit à l’oubli devient effectif en février 2017.
Le 1er septembre 2020, le droit à l’oubli est élargi aux cancers dits juvéniles (jusqu'à 21 ans) et la période de dix ans est toujours maintenue pour les cancers des adultes.
En novembre 2021, le Crédit Mutuel annonce mettre fin aux surprimes, au questionnaire de santé et autres formalités médicales jusque-là obligatoires pour toute demande de prêt pour l'achat d'une résidence principale. 
Ceci ne vaut que pour les personnes clientes de la banque depuis au moins 7 ans, et seulement pour les prêts de 500 000 euros ou moins (1 million d'euros à deux), mais constitue tout de même une avancée majeure pour l'avancée du droit à l'oubli et le fonctionnement du système d'assurance bancaire,.
Le droit à l’oubli 5 ans après la fin des traitements faisait partie des promesses de campagne électorale d’Emmanuel Macron en 2017. À quelques mois de la présidentielle de 2022, aucune loi émanant du gouvernement sur le droit à l’oubli n’étant annoncée, l’association RoseUp décida à nouveau de tenter d’obtenir un droit à l’oubli à 5 ans pour tous les malades de cancer par voie d’amendement.
Une PPL (proposition de projet de loi) sur la résiliation infra-annuelle de l’assurance emprunteur étant portée par la député Patricia Lemoine (AGIR), l’association RoseUp proposa divers amendements repris lors de la première lecture à l’Assemblée Nationale par les groupes LR, PS, PC, EELV. Ces amendements portaient sur le droit à l’oubli à 5 ans pour les malades de cancer inscrits dans la loi ainsi que la suppression du questionnaire médical pour les emprunts immobilier à hauteur de 350.000 euros pas quotité. Ils furent rejetés par la majorité présidentielle.
Les mêmes amendements furent présentés au Sénat le 26 janvier 2022 avec plus de succès et furent intégrés dans la PPL Lemoine au terme de la lecture.
Le texte étant en lecture accélérée, une Commission Mixte Paritaire prévue le 3 février devait arriver à une position commune des deux assemblées. L'association RoseUp multiplia les tribunes (notamment dans Le Monde) et les présences médiatiques. Reçue par le ministre de la santé Olivier Véran le 1er février, Céline Lis-Raoux obtint l’engagement du ministre que la majorité présidentielle voterait, finalement, le droit à l’oubli à l’issue de la CMP.
La commission mixte paritaire du 3 février 2022 fut donc conclusive portant le droit à l’oubli à 5 ans pour tous les ex-malades de cancer et validant également la suppression du questionnaire de santé pour les emprunts immobiliers jusqu’à 200.000 euros par quotité.

## Belgique
Une loi dite « de droit à l’oubli » (4 avril 2019) et un programme Droit à l'oubli permettent un accès moins difficile aux assurances, après un certain délai et à certaines conditions : « les personnes qui sont déclarées guéries depuis au moins 10 ans d’une affection cancéreuse peuvent souscrire une assurance solde restant dû sans devoir payer une surprime liée à leurs antécédents de santé. Deux grilles de référence annexes à cette loi prévoient même des modalités plus « soft » pour certains cancers et maladies chroniques : des délais inférieurs à dix ans, une surprime plafonnée, voire une interdiction de refus d’assurance ».
La loi impose des révisions périodiques de ces grilles de référence pour tenir compte du progrès médical.
En 2022, il a été demandé au KCE (Centre d'expertise des soins de santé) de réévaluer deux listes mentionnant les maladies concernées pour le droit à l'oubli, soit la possibilité d'échapper aux radars de certaines assurances (solde restant dû pour un crédit hypothécaire 10 ans après un cancer, par exemple).
Ce travail a commencé avec le cas du cancer du sein aux stades précoces. En lien avec la Fondation Registre du Cancer (qui collecte et analyse les données de tous les cancers diagnostiqués en Belgique dans un Registre du cancer couvrant vers 2020 au moins 98 % de tous les cancers, et plus de 99 % des cancers du sein) et à partir des taux de survie des patients, les chercheurs du KCE ont en 2022 proposé de raccourcir le délai d’attente (environ la moitié des femmes atteintes d’un cancer du sein seraient concernées). Après le cancer du sein, seront examinés le diabète de type 1, le cancer de la thyroïde, le mélanome de stade I et le VIH.